# Beg for Mercy
Beg for Mercy je debitantski album ameriške rap skupine G-Unit, ki je izšel leta 2003. V ZDA je bil prodan v več kot 2,3 milijona izvodov, na celotnem svetovnem trgu pa v več kot 6 milijonih izvodov.

## Seznam skladb
1. »G-Unit« (producent Hi-Tek)
2. »Poppin' Them Thangs« (producenta Dr. Dre & Scott Storch)
3. »My Buddy« (producent Thayod Ausar)
4. »I'm So Hood« (producent DJ Twinz)
5. »Stunt 101« (intro z Brandyjem) (producent Denaun Porter)
6. »Wanna Get To Know You« (feat. Joe) (producent Red Spyda)
7. »Groupie Love« (producent Dirty Swift)
8. »Betta Ask Somebody« (producenta Fusion Unltd. & Jack One)
9. »Footprints« (producent Nottz)
10. »Eye For Eye« (producent Hi-Tek)
11. »Smile« (producent NO I.D.)
12. »Baby You Got« (producent Megahertz)
13. »Salute U« (producent 7th EMP)
14. »Beg For Mercy« (producenta Black Jeruz & Sha Money XL)
15. »G'D Up« (producent Dr. Dre)
16. »Lay You Down« (producent DJ Khalil)
17. »Gangsta Shit« (producent Needlez)
18. »I Smell Pussy« (producent Sam Sneed)